# Popelka

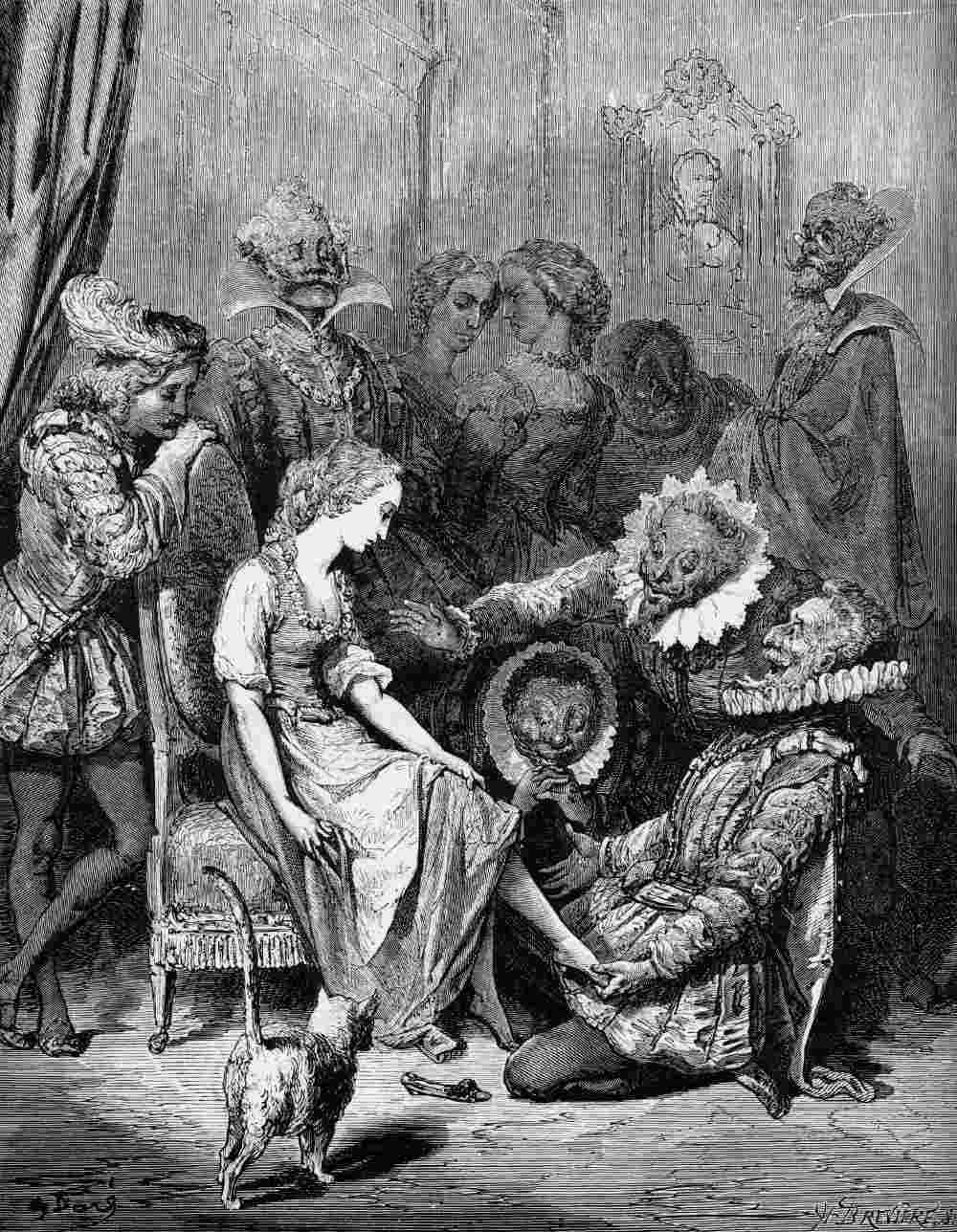
Cendrillon, rytina Gustava Doré

Popelka je hlavní hrdinka stejnojmenné pohádky (německy Aschenputtel nebo Aschenbrödel) bratří Grimmů, která je v českých zemích známa i pod alternativním názvem O Popelce, jak její příběh ve svém zpracování nazvala Božena Němcová.

## Děj
Děvče, které doma musí snášet ústrky od nevlastní matky a sester, se za pomoci tří oříšků zúčastní tří plesů. Získá si náklonnost prince, který se ji vydá hledat, ačkoliv netuší, kdo dívka je. Podaří se mu ji najít a s Popelkou se ožení.

## Různé podoby a ztvárnění
- Popelka (Cendrillon), opera Nicolase Isouarda z roku 1810
- Popelka (La Cenerentola), opera Gioacchina Rossiniho z roku 1817
- Javotte, Popelka bostonská (Cinderella, the Younger), opera (opereta) Émila Jonase z roku 1871
- Popelka, opera Josefa Richarda Rozkošného z roku 1885
- Popelka (Cendrillon), opera Julese Masseneta z roku 1899
- Popelka, americký animovaný filmový muzikál studia Walta Disneye z roku 1950[1] , režie Clyd Geroni, Wilfred Jackson a Hamilton Luske
- Popelka, český černobílý televizní film z roku 1969 režisérky Vlasty Janečkové[2]
- Tři oříšky pro Popelku, česko-německý film z roku 1973
- Popelka, balet na hudbu Sergeje Prokofjeva (1945)
- Popelka, německý film z roku 2011
- A zase jedna Popelka, americká romantická komedie z roku 2008
- Popelka, americký film Kennetha Branagha z roku 2015
- Tři přání pro Popelku, norský film z roku 2021

Bylo také popsáno mnoho možností, jak Popelka získala krásné šaty a dostala se na ples. Nejznámější jsou dvě: první uvádí, že za to mohla dobrá kmotřička víla, druhá, že šaty byly skryty ve třech kouzelných oříšcích.

## Popelák
Existují i verze jakési „Popelky naruby“, v nichž Popelka není chudá dívka, ale prostý chlapec či neúspěšný mladý muž (tedy jakýsí Popelák), nejznámější verze v české kultuře je pohádka O Popelákovi Josefa Lady, která byla zfilmována režisérkou Vlastou Janečkovou.

## Princip Popelčiny přeměny

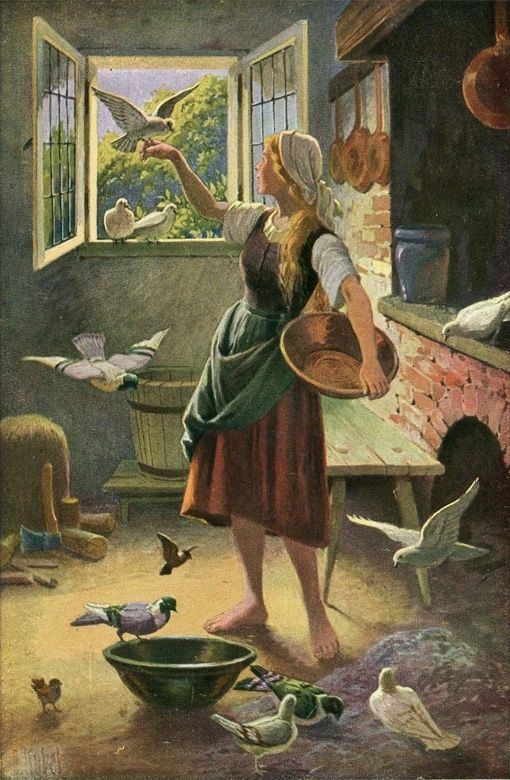
Ilustrace Otto Kubel, kolem roku 1930

Popelčin příběh je prastarý (je znám už v 10. století v Číně, kde se praktikovalo svazování chodidel) a stále velice aktuální, neboť pojednává o společenských problémech ve vztazích mezi partnery, kteří se nacházejí na opačných koncích sociálního žebříčku (mesaliance). Hlavním principem pohádky je Popelčina přeměna z chudé, ušmudlané a zanedbané dívky v krásnou a atraktivní dámu. Tento princip, známý z Popelčina příběhu, byl hojně používán v minulosti a je stále používán i dnes v mnoha moderních literárně-dramatických i audiovizuálních dílech.
Motiv drobné nožky, která prozradí ušlechtilý původ přestrojené princezny, se objevuje i v literární verzi pohádky O princezně se zlatou hvězdou na čele v podání Boženy Němcové; do známého filmového zpracování se však nedostal.

### Příklady audiovizuálních děl obsahujících Popelčinu přeměnu
Poznámka: moderní pojetí se obvykle snaží příběh zvěrohodnit, proto odbourává pohádkovou fikci o vílách nebo kouzelných oříšcích. Popelka v tomto pojetí své krásné šaty i svůj atraktivní vzhled získává nějakým realističtějším postupem.
- Pygmalion a muzikál My Fair Lady – chudá květinářka Eliza Doolittlová potkává svého "prince" profesora Henryho Higginse na ulici, šaty jí koupí on sám za pomoci svého přítele plukovníka Hugha Pickeringa
- Pretty Woman – chudá prostitutka Vivian Wardová potkává svého velmi bohatého "prince" miliardáře Edwarda Lewise přímo na hlavním hollywoodském bulváru, šaty jí pořídí on sám za pomoci ředitele hotelu Bernarda Thompsona.
- Deník princezny – obyčejná, nenápadná, nešikovná a zakomplexovaná studentka střední školy Mia Thermopolisová je donucena k náhlé a pro ni velmi nečekané přeměně v atraktivní mladou dámu – korunní princeznu z fiktivní země Genovie, zde chybí motiv bohatého prince, který zde částečně nahrazuje princeznina babička královna Clarisse, nicméně potenciální "princ" se vyskytuje i zde v podobě spolužáka Michaela, šaty, chování i vizáž jí postupně změní babička za pomocí profesionálního vizážisty a svého osobního strážce a přítele Joea.[zdroj⁠?!]
- Zakletá Ella – prostá a od narození zakletá dívka z rodiny zchudlého šlechtice získá srdce následníka trůnu ve fiktivní pohádkové zemi, prince Charmonta opět potkává náhodou, krásné plesové šaty jí pořídí její kmotřička víla Lucinda svým kouzlem.
- Sabrina (včetně jeho remake z roku 1995), prostá dívka, dcera řidiče, žije od malička v domě velmi bohatých lidí v miliardářské rodině Larrabeeových, od malička se stýká s jejich oběma syny, přeměna se odehraje během jejího studijního pobytu v Paříži, šaty jí koupí bohatý pařížský přítel, účes a vizáž si změní ona sama, nakonec získává jednoho z obou bohatých "princů", staršího bratra Linuse Larrabee, pro sebe.
- Usměvavá tvář, prostá a na první pohled nenápadná dívka Jo Stocktonová z knihkupectví na newyorském Manhattanu se náhodně seznámí s fotografem Dickem Averym, šaty jí koupí Dickova spolupracovnice Maggie Prescottová, vizáž jí změní v Paříži profesionální kadeřník a vizážista.
- Věčný příběh, americký fantasy romantický film z roku 1998, přeměna je zde dosti nevýrazná, krásné šaty a skleněné střevíčky jsou zděděné po mamince, nejvýraznější přeměna nastane prakticky až na konci filmu, kdy se Daniela, chudá služebná, za pomoci malíře Leonarda da Vinciho stane ženou francouzského korunního prince, tedy francouzskou princeznou.
- Moderní Popelka, Moderní popelka 2

### Online dostupné dílo
- NĚMCOVÁ, Božena. Národní báchorky a pověsti. Litomyšl: Antonín Augusta, 1862. 328 s. Dostupné online. Kapitola O Popelce, s. 137–158.